# Sherryl Jordan
Sherryl Jordan (* 8. Juni 1949 in Hawera; † 15. Dezember 2023) war eine neuseeländische Autorin von Jugendliteratur.

## Leben
Sherryl Jordan beschäftigte sich seit ihrer Jugend mit Mythen und historischen Welten. Ihr Lieblingsbuch als Kind war The Princess and the Goblin von George MacDonald – bevor sie die Bücher von C.S. Lewis entdeckte. Diese Bücher beeinflussten ihre Berufswahl. Sie arbeitete zunächst als Illustratorin, dann als freie Autorin.
In ihren ersten fünf Jahren des Schreibens vollendete sie 27 Bilderbücher (von denen nur drei publiziert wurden) und vier Novellen.
Sie lebte in Tauranga.

## Werke
- 1990: A Time of Darkness
- 1990: Rocco
- 1991: The Juniper Game (dt.: Junipers Spiel, G & G Jugendbuch, ISBN 3-480-20684-0)
- 1992: Denzil's Dilemma
- 1993: Winter of Fire (dt.: Elsha – Rebellin und Seherin, Düsseldorf, Sauerländer bei Patmos Verlag, ISBN 3-7941-8013-5)
- 1993: The Wednesday Wizard
- 1993: The Other Side of Midnight
- 1996: Sign of the Lion
- 1996: Wizard for a Day
- 1999: The Raging Quiet (dt.: Flüsternde Hände, Düsseldorf, Sauerländer bei Patmos Verlag, ISBN 3-7941-4737-5)
- 1999: Wolf-Woman (dt.: Tanith – die Wolfsfrau, Düsseldorf, Sauerländer bei Patmos Verlag, ISBN 3-7941-4718-9)
- 2001: The Secret Sacrament (dt.: Die Meister der Zitadelle, Düsseldorf, Sauerländer bei Patmos Verlag, ISBN 3-7941-8018-6)
- 2002: The Hunting of the Last Dragon (dt.: Jing-wei und der letzte Drache, Düsseldorf, Sauerländer bei Patmos Verlag, ISBN 3-7941-6044-4)
- 2007: Time of the eagle (dt.: Avala – Die Zeit des Adlers, Düsseldorf, Sauerländer bei Patmos Verlag, ISBN 3-7941-8060-7)
- 2018: The Anger of Angels

## Auszeichnungen
- 1990: Choysa Bursary Award für Rocco
- 2000: ALA Best Books for Young Adults für The Raging Quiet
- 2001: Buxtehuder Bulle für Junipers Spiel
- 2002: Jugendbuchpreis der Jury der jungen Leser für Flüsternde Hände
- 2003: Margaret Mahy Medal
- 2005: Silberner Lufti in der neunten Preisrunde für Die Meister der Zitadelle
- 2005: JuBu Buch des Monats (Juli): Tanith – die Wolfsfrau